# Харачки тефтер
Харачки тефтер (арачки тефтер) је посебна врста тефтера карактеристичних за Османску Турску и Кнежевину Србију. Они доносе податке о свим мушким мештанима неког насеља који су плаћали харач. У њима је наведено да ли нека мушка особа плаћа порез (ту обавезу су имали сви одрасли, односно ожењени мушкарци), харач (он се плаћао за све мушке особе старије од 6 година), односно уколико постоји ослобађање од тих обавеза, наводи се разлог. За мушку децу млађу од 6 година наведена је старост.
Ови тефтери су тада имали практичну вредност, док су сада користан извор за истраживаче старина.